# Sinuslineal

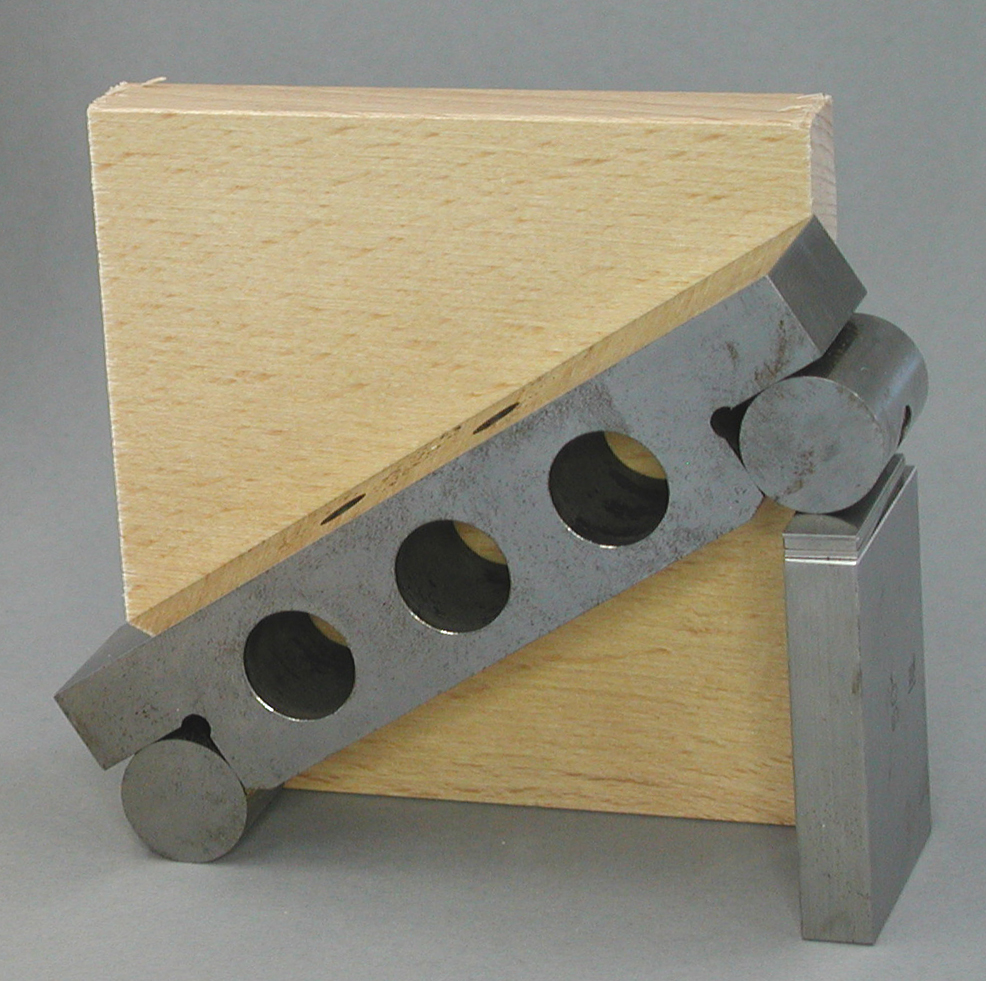
Das Sinuslineal

 Ein Sinuslineal ist ein Lehrwerkzeug, mit dem man Winkel bis auf 3" (Bogensekunden) genau bestimmen kann. Es werden beispielsweise auf dem Kegel, der auf dem Lineal liegt, zwei Messuhren angebracht, mit dem ein Höhenunterschied – und somit ein unkorrekter Winkel – erkannt werden kann.
Auf der rechten Seite wird das Sinuslineal mit Parallel-Endmaßen unterbaut und man erhält den gewünschten Winkel zwischen der oberen Fläche des zu prüfenden Winkels und dem Untergrund, auf dem das Lineal steht.
Wie hoch die Parallel-Endmaße unter dem Sinuslineal sein müssen, berechnet man unter Zuhilfenahme der Sinusfunktion.
Das Lineal ist meist 100 mm oder 200 mm lang, damit die Berechnung einfacher wird.
Nach dem gleichen Prinzip funktioniert der Sinustisch als Spannmittel.